# Regione di Nouakchott-Ouest
Nouakchott-Ouest (in arabo نواكشوط الغربية‎?) è una regione della Mauritania. Comprende i tre dipartimenti nord-orientali della capitale della Mauritania, Nouakchott: Ksar, Sebkha e Tevragh-Zeina. La sua sede è a Tevragh-Zeina e il Palazzo Presidenziale si trova all'interno dei suoi confini.

## Storia
La regione di Nouakchott-Ouest è stata creata il 25 novembre 2014 quando la regione di Nouakchott è stata suddivisa in tre nuove regioni. Il suo primo wali o governatore è Mahi Ould Hamed, che in precedenza era governatore della regione di Nouakchott.